# Covenant (musikgrupp)
Covenant är ett svenskt musikband i genren Futurepop, bestående av Eskil Simonsson och Joakim Montelius, som bildades 1986 i Helsingborg.
Efter att ha känt varandra sedan mitten av 80-talet, släppte medlemmarna i bandet Covenant albumet Dreams of a Cryotank år 1994. Efter att ha släppt ytterligare två album, samt ett antal maxisinglar, knöts kontakt med skivbolaget Metropolis Records samtidigt som skivan Euro (maxi) släpptes. Den 13 juli 1999 gjordes ett ny-släpp av tidigare album, även skivan Theremin (maxi). Eskil Simonsson bodde under ett antal år i Berlin i Tyskland. Under 2006 valde Clas Nachmansson att sluta i gruppen, främst eftersom han skulle bli pappa. Han ersattes, först enbart live och sedan även permanent, av Daniel Myer. 
Joakim Montelius valde under 2012 att inte längre uppträda live med bandet, varför han ersattes på scen av Daniel Jonasson. Montelius fortsätter att delta i musikskapandet, vid sidan av Simonsson och Jonasson. I december samma år valde Daniel Myer att sluta för att enligt uppgift koncentrera sig på sina soloprojekt. Myer ersättares live till och med sin död 2024 av Andreas Catjar.

## Diskografi

### DVD
- In Transit (2007)

### Album och maxisinglar
- Dreams of a Cryotank (1994)
- Sequencer (1996)
- Dreams of a Cryotank (USA-utgåva) (1997)
- Europa (1998)
- Sequencer (nysläppt USA-utgåva) (1999)
- United States of Mind (2000)
- Synergy - Live in Europe (2000)
- Northern Light (2002)
- Skyshaper (2006)
- Modern Ruin (2011)
- Leaving Babylon (2013)
- The Blinding Dark (2016)

### Singlar och maxisinglar
- Figurehead (1995)
- Stalker (1996)
- Theremin EP (1997)
- Euro EP (1998)
- Final Man (1998)
- It's Alright [Vinyl] (1999)
- Tour De Force (1999)
- Dead Stars (2000)
- Der Leiermann (2000)
- Travelogue (2000)
- Call The Ships To Port (2002)
- Bullet (2003)
- Ritual Noise (2006)
- Brave New World (2006)
- Lightbringer (2010)
- Last Dance (2013)
- Sound Mirrors (2016)
- Cold Reading (2016)
- Fieldworks: Exkursion EP (2019)